# Alpine Skiweltmeisterschaften 1931/Abfahrt Männer
Bei den 1. Alpinen Skiweltmeisterschaften 1931 in Mürren in der Schweiz wurde ein Wettbewerb im Abfahrtslauf für Männer ausgetragen. Dieser fand am 20. Februar 1931 auf der Wintereggstrecke statt. Zum Weltmeister im Abfahrtslauf krönte sich Walter Prager aus der Schweiz.

## Endergebnis
| Platz | Sportler                    | Land                   | Zeit       |
| ----- | --------------------------- | ---------------------- | ---------- |
| 1     | Walter Prager               | Schweiz                | 1:56,2 min |
| 2     | Otto Furrer                 | Schweiz                | 2:18,0 min |
| 3     | Fritz Steuri II             | Schweiz                | 2:21,8 min |
| 4     | Ernst Feuz                  | Schweiz                | 2:22,2 min |
| 5     | Gustav Lantschner           | Österreich             | 2:31,0 min |
| 6     | Otto Lantschner             | Österreich             | 2:34,4 min |
| 7     | Tony Knebworth              | Vereinigtes Königreich | 2:42,8 min |
| 8     | Harald Reinl                | Österreich             | 2:48,8 min |
| 9     | Hans von Weech              | Deutsches Reich        | 2:53,8 min |
| 10    | David Zogg                  | Schweiz                | 2:55,0 min |
| 11    | Martin Neuner II            | Deutsches Reich        | 2:57,0 min |
| 12    | Friedl Däuber               | Deutsches Reich        | 3:00,0 min |
| 13    | Peter Lunn                  | Vereinigtes Königreich | 3:00,2 min |
| 14    | Hannes Schroll              | Österreich             | 3:03,6 min |
| 15    | Toni Seelos                 | Österreich             | 3:04,4 min |
| 16    | William James Riddell       | Vereinigtes Königreich | 3:06,2 min |
| 17    | Chris Mackintosh            | Vereinigtes Königreich | 3:11,4 min |
| 18    | Dick Waghorn                | Vereinigtes Königreich | 3:16,0 min |
| 19    | Ulrich Neuner               | Deutsches Reich        | 3:16,4 min |
| 20    | Karl Reiser                 | Deutsches Reich        | 3:17,2 min |
| 21    | Peter Alexander von le Fort | Deutsches Reich        | 3:25,4 min |
| 22    | Hans Nöbl                   | Österreich             | 3:36,4 min |
| 23    | Bill Bracken                | Vereinigtes Königreich | 3:56,6 min |
| 24    | Thomas Mitchell             | Australien             | 4:39,2 min |
| 25    | Carlo Barassi               | Königreich Italien     | 4:50,4 min |
| DNF   | Hans Schlunegger            | Schweiz                | -          |

Datum: Freitag, 20. Februar 1931
Strecke: Wintereggstrecke; Höhenunterschied 430 m. Die Länge des Rennens musste wegen eines heftigen Schneesturms auf 2000 Meter verkürzt werden.
Teilnehmer: 26 gestartet; 25 gewertet;
Von vornherein wurde ein Duell der Alpenländer Österreich und Schweiz um die ersten Plätze erwartet. Aussenseiterchancen bekamen die Engländer zugebilligt, die bereits seit mehreren Wochen auf den Abfahrten Mürrens trainierten.
Pro Nation waren sechs Starter erlaubt. Das österreichische Sextett wurde nach ihren vor Ort erzielten Trainingsleistungen vom Vorsitzenden des Ausschusses für Sport im ÖSV, Martin ausgewählt. Nach Mürren mitgenommen wurden insgesamt zehn Sportler, zwei vom Salzburger Skiverband, die restlichen vom Tiroler Skiverband. Nicht für das Rennen berücksichtigt wurde Christian Blattl aus Saalfelden, der zwei Jahre zuvor in Mürren bei den internationalen Hochschulwettkämpfen im Skilauf gewonnen hatte, sowie Rudolph Matt und Jacob Lackner.
Der Schweizer Hans Schlunegger musste das Rennen wegen Skibruchs aufgeben.